# Clara Direz
Clara Direz (Sallanches, 5 april 1995) is een Franse alpineskiester.

## Carrière
Direz maakte haar wereldbekerdebuut in januari 2013 in Maribor. In december 2015 scoorde de Française in Lienz haar eerste wereldbekerpunten. Op de wereldkampioenschappen alpineskiën 2019 in Åre eindigde ze als achtste op de reuzenslalom. In december 2019 behaalde Direz in Lienz haar eerste toptienklassering in een wereldbekerwedstrijd. Op 19 januari 2020 boekte de Française in Sestriere haar eerste wereldbekerzege.

## Resultaten

### Olympische Winterspelen
| Jaar | Plaats | Resultaten       |
| ---- | ------ | ---------------- |
| 2022 | Peking | 19e Reuzenslalom |

### Wereldkampioenschappen
| Jaar | Plaats             | Resultaten                                                    |
| ---- | ------------------ | ------------------------------------------------------------- |
| 2019 | Åre                | 8e Reuzenslalom                                               |
| 2023 | Courchevel-Méribel | 7e Landenwedstrijd 15e Parallel reuzenslalom 16e Reuzenslalom |
| 2025 | Saalbach           | 8e Landenwedstrijd DNS2 Reuzenslalom                          |

### Wereldbeker
Eindklasseringen
| Seizoen   | Algm | RS  | PAR    |
| --------- | ---- | --- | ------ |
| 2015/2016 | 102e | 42e |        |
| 2017/2018 | 128e | 54e |        |
| 2018/2019 | 101e | 39e |        |
| 2019/2020 | 36e  | 18e | Zilver |
|           |      |     |        |
| 2021/2022 | 91e  | 40e | 22e    |
| 2022/2023 | 96e  | 41e |        |
| 2023/2024 | 46e  | 16e |        |
| 2024/2025 | 95e  | 38e |        |

Wereldbekerzeges
| Datum           | Plaats    | Onderdeel            |
| --------------- | --------- | -------------------- |
| 19 januari 2020 | Sestriere | Parallelreuzenslalom |